# Ilkka Pikkarainen
Ilkka Pikkarainen (* 19. April 1981 in Sonkajärvi) ist ein finnischer Eishockeyspieler, der zuletzt bei KalPa Kuopio in der Liiga unter Vertrag stand.

## Karriere
Ilkka Pikkarainen begann seine Karriere als Eishockeyspieler in der Nachwuchsabteilung des HIFK Helsinki, für dessen Profimannschaft er in der Saison 2000/01 sein Debüt in der SM-liiga gab. Nachdem er im folgenden Jahr erstmals eine komplette Spielzeit im professionellen Eishockey absolviert hatte, wurde der Angreifer im NHL Entry Draft 2002 in der siebten Runde als insgesamt 218. Spieler von den New Jersey Devils ausgewählt. Nachdem er bis 2003 weiterhin in der SM-liiga für den HIFK auf dem Eis stand, spielte er von 2003 bis 2006 in der American Hockey League für das Farmteam der Devils, die Albany River Rats. Anschließend kehrte der Finne für weitere drei Jahre nach Helsinki zurück, ehe er für die Saison 2009/10 einen Vertrag bei den New Jersey Devils erhielt. Am 5. Oktober 2009 gab der Finne im Spiel gegen die New York Rangers sein Debüt in der National Hockey League.
Im Januar 2010 wechselte Pikkarainen von den Devils zum HK ZSKA Moskau in die Kontinentale Hockey-Liga. Bis zum Ende der Spielzeit bereitete er in insgesamt neun Spielen zwei Tore vor. Zur Saison 2010/11 schloss er sich dem Timrå IK aus der schwedischen Elitserien an, für den er bis Januar 2012 spielte. Ende 2011 wurde er zudem für den Spengler Cup 2011 an die Grizzly Adams Wolfsburg ausgeliehen.
Im Januar 2012 wechselte er zurück nach Finnland zu den Pelicans, für die er bis zum Ende der Saison 2013/14 aktiv war und 2012 die finnische Vizemeisterschaft erreichte. Ab Mai 2014 stand er bei TPS Turku unter Vertrag, ehe er zur Saison 2018/19 zu den Ravensburg Towerstars in die zweite deutsche Spielklasse, die DEL2, wechselte.

## Statistik
(Stand: Ende der Saison 2014/15)